# الخيرزان في مهب الريح
الخيزران في مهب الريح (بالإنجليزية: Bamboo in the Wind) هي رواية صدرت عام 1990 من تأليف الكاتب الفلبيني آزوسينا جراجو أورانزا وحاصلة على جوائز بالانكا التذكارية. من حيث التسلسل الزمني، تأتي الخيزران في الرياح بعد رواية أورانزا الأخرى موسم المرور.

## عن الكتاب

### وصف الحبكة
في عام 1972 ، قبل أشهر من إعلان الأحكام العرفية، وصل لاري إستيفا إلى مانيلا ، الفلبين بعد دراسته في بوسطن ، ماساتشوستس. وشهد في مطار مانيلا الدولي مظاهرة تشتتها القوات المسلحة الفلبينية. فقد صور أورانزا «آخر الجهود اليائسة» التي بذلها الفلبينيون ــ من خلال شخصيات تضم عضواً في مجلس الشيوخ ، وشبيباً قومياً، ومزارعاً محروماً، ومتظاهراً جذرياً، وفتاة مدرسة دينية، وأكاديمياً يسوعياً ــ لمنع سقوط الفلبين تحت الحكم العسكري. ولكن الوباء السياسي المصحوب بالمظاهرات والهدم والقتل والحرق والاعتقال والتعذيب استمر دون عائق إلى أن أعلنت الأحكام العرفية رسميا في شهر سبتمبر.

### حول
لاري إستيفا، عائدا من الدراسة في بوسطن، شاهد في المطار مظاهرة شغب تفرقها القوات المسلحة بالقوة. تبين أن نهاية رحلته كانت بداية ملحمة في مدينته الحبيبة حيث وجد «فوضى خبيثة تزحف على الأرض».
تدور أحداث الكتاب في مانيلا في الأشهر الاخيرة التي مرت بمحنة قبل اعلان الاحكام العرفية في عام 1972 عن آخر الجهود اليائسة التي بذلها شعب يكافح لتجنب الكارثة.
وفي خضم هذا الجنون المتصاعد الذي يفرضه النظام، تشق مجموعة غريبة من الناس عضو مجلس الشيوخ، شاب قومي، مزارع محروم من أملاكه، ناشط راديكالي، فتاة في مدرسة ديرة، مدرسة يسوعية طريقها عبر ممرات متاهة من الجشع والسلطة. ويتعين على كل منهما أن يواجه نفسه وأن يفحص التزامه في مواجهة الوحشية والشر، بينما يستحضر الكتاب مشهد بعد مشهد من الدمار: مذبحة المتظاهرين، هدم سابانج باتو، قتل عمال مزارع السكر، حرق حقول الأرز في لاجوارديا. وكذروة لتصاعد حدة العنف، فإن ذلك اليوم الأخير من سبتمبر/أيلول الاعتقالات، والتعذيب، وأخيرا الظلام يجتاح الأرض.